# Pirkka (varumärke)

Pirkka är ett finskt varumärke för varor i Keskos butiker. De första Pirkka-produkterna kom ut på marknaden år 1986. Pirkka produkterna är främst matprodukter, men även andra Pirkka-produkter finns på marknaden. Kesko publicerar även kundtidningen Pirkka (Birka på svenska).